# Голата маха
„Голата маха“ (на испански: La maja desnuda) е картина на испанския художник Франсиско Гоя, нарисувана около 1797 – 1800 г. 
Съставлява двойка заедно с „Облечената маха“ (на испански: La maja vestida), закачени една до друга в музея „Прадо“ в Мадрид, където са от 1901 г.

## Описание
На картината е изобразена маха – испанка от 18-19 век, най-вероятно от любовниците на художника или на министър-председателя по онова време Мануел де Годой.
Името на картината е дадено по-късно, Гоя по правило не наименува картините си. Тя е сред първите картини в Западното изобразително изкуство, които показват гола жена в цял ръст.
Картината носи много от традициите на изображенията на голото тяло в испанското изкуство, но отбелязва и пробив по значим начин, особено в дръзкия поглед. Фокусът на творбата не е митологичен предмет, както във Венера на Веласкес или Тициан, а всъщност гола испанка. Докато Веласкес рисува Венера, разкривайки само гърба ѝ, портретът на Гоя е пълен фронтален изглед. Тялото в картината на Гоя е късо и ъгловато, докато при Веласкес е удължено и с извивки, а фигурата му е поставена върху богато оцветен сатен, който ярко контрастира с белите дрехи, върху които лежи моделът на Гоя.
Предполага се, че изобразената жена е младата любовница на Мануел де Годой, Пепита Тудо̀. Друго предположение е, че жената е Мария де Пилар Тереза Кайетана де Силва и Алварес де Толедо, 13-а херцогиня на Алба, за която се говори, че е имала романтична връзка с Гоя и чийто портрет той рисува два пъти (през 1795 г. и 1797 г.). Много учени обаче отхвърлят тази възможност, като мнозина са съгласни, че Пепита Тудо̀ е по-вероятната кандидатка. Други смятат, че жената е сборен образ от няколко различни модела.

## Облечената маха
Въпреки че двете картини са с еднакъв размер, в облечена версия моделът заема малко по-голяма част от изобразителното пространство; според историка на изкуството Янис Томлинсън изглежда като че ли почти притиска смело към границите на рамката си, което я прави по-дръзка в сравнение със сравнително „плахия“ гол портрет.